# 아우디 Q5
아우디 Q5(영어: Audi Q5)는 독일의 자동차 생산회사인 아우디에서 2008년부터 생산/판매하는 중형 SUV이다.

## 사진

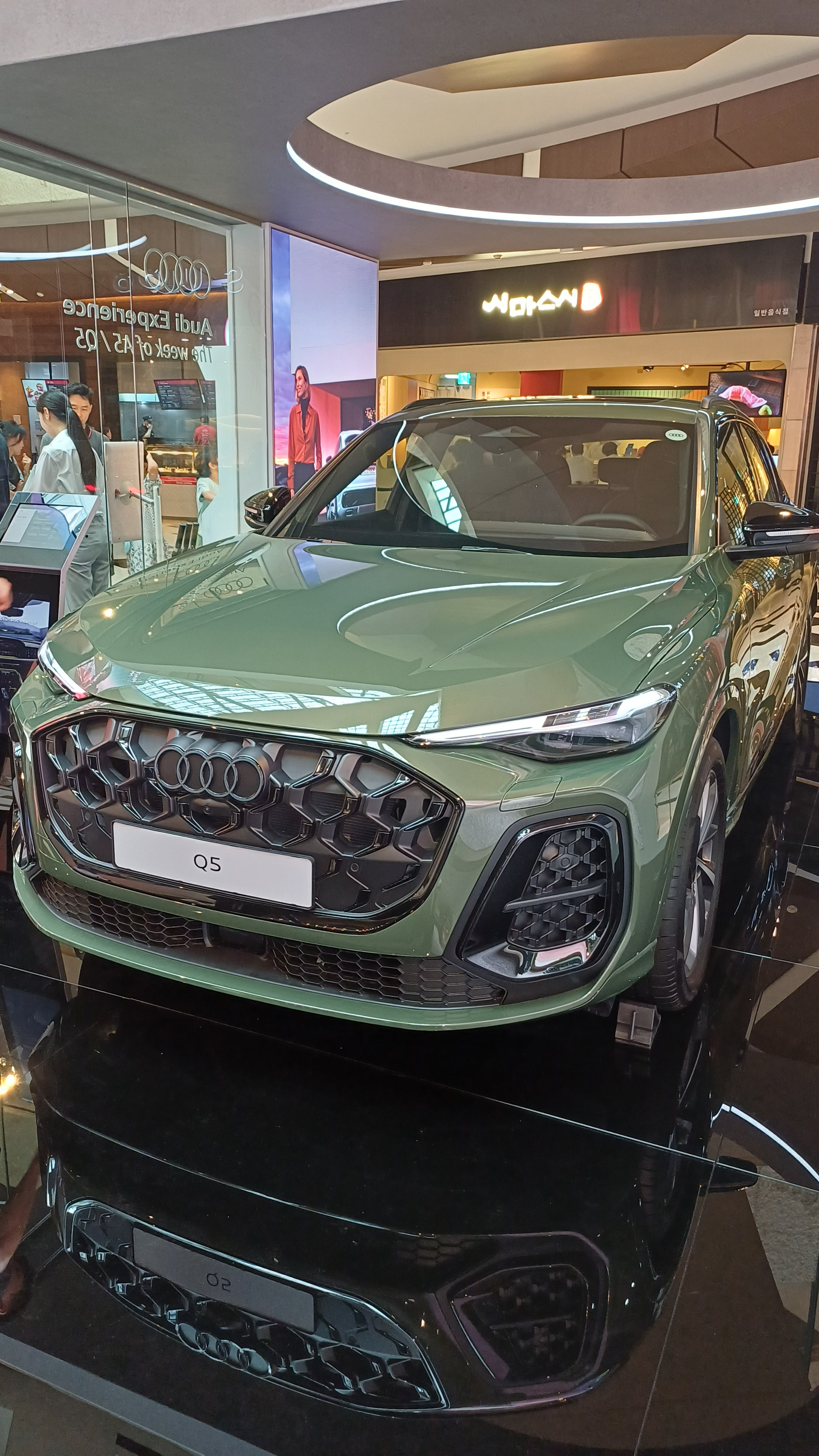
전면
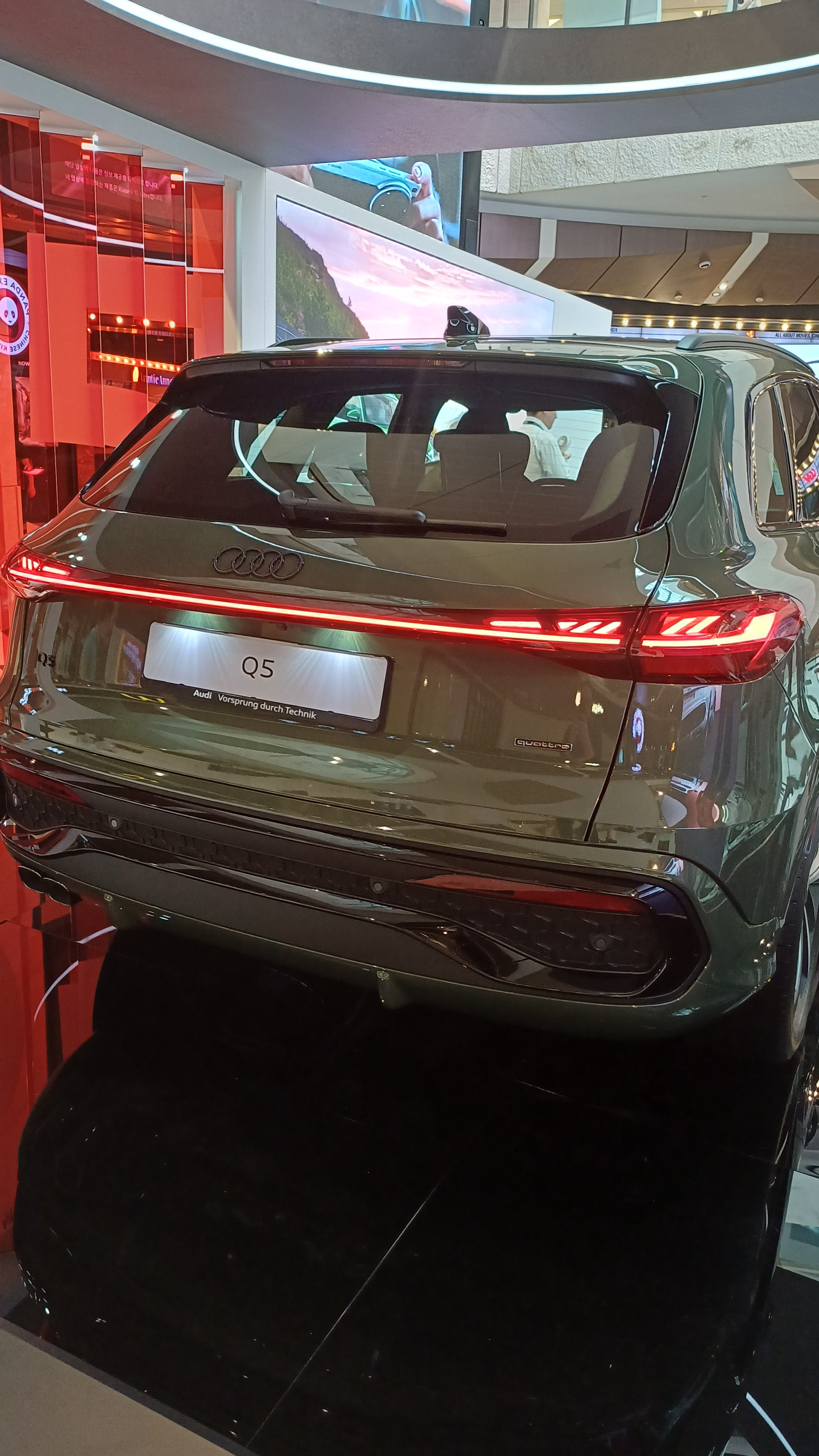
후면

## 경쟁 차종
기아
- 기아 모하비
- 기아 셀토스
- 기아 소렌토
- 기아 스토닉
- 기아 스포티지

르노삼성자동차
- 르노삼성 QM3
- 르노삼성 QM5
- 르노삼성 QM6

메르세데스-벤츠
- 메르세데스-벤츠 G 클래스
- 메르세데스-벤츠 GL 클래스 X166
- 메르세데스-벤츠 GLA
- 메르세데스-벤츠 GLC
- 메르세데스-벤츠 GLK
- 메르세데스-마이바흐 GLS
- 메르세데스-벤츠 GLS 클래스 X167

쉐보레
- 쉐보레 트랙스

인피니티
- 인피니티 QX30

쌍용자동차
- 쌍용 티볼리
- 쌍용 코란도
- 쌍용 코란도 C

포르쉐
- 포르쉐 마칸

현대자동차
- 현대 싼타페
- 현대 투싼
- 현대 팰리세이드

## 생산 댓수
| 연도   | 댓수    |
| ------ | ------- |
| 2007년 | 162     |
| 2008년 | 20,324  |
| 2009년 | 109,117 |
| 2010년 | 155,052 |
| 2011년 | 183,768 |
| 2012년 | 209,799 |
| 2013년 | 231,466 |
| 2014년 | 260,832 |
| 2015년 | 267,651 |
| 2016년 | 297,750 |
| 2017년 | 289,892 |
| 2018년 | 298,793 |
| 2019년 | 286,365 |
| 2020년 | 276,015 |